# Pastor Peak
Der Pastor Peak ist ein rund 2000 m hoher Berg im westantarktischen Marie-Byrd-Land. Er ragt an der Nordwand des Colorado-Gletschers auf halbem Weg zwischen dem Teller Peak und den Eblen Hills aus einem Gebirgskamm auf, der sich ausgehend vom Michigan-Plateau in nordöstlicher Richtung erstreckt.
Der United States Geological Survey kartierte ihn anhand eigener Vermessungen und Luftaufnahmen der United States Navy aus den Jahren von 1960 bis 1964. Das Advisory Committee on Antarctic Names benannte ihn 1967 nach Stephan E. Pastor, der zu den Mannschaften auf der McMurdo-Station (1956 und 1964) und auf der Byrd-Station (1960) gehört hatte.